# Хуан Игнасио Чела
Хуан Игнасио Чела (на испански: Juan Ignacio Chela) е аржентински тенисист. 

## Биография
Хуан Игнасио Чела е роден на 30 август 1979 г. в Сиудад Евита, Аржентина.

## Кариера
Хуан Игнасио Чела е специалист предимно на клей кортове, където постига повечето си успехи. Най-високото му класиране в световната ранглиста за мъже е достигането до 15-о място през 2004 година.
През 2001 г. е уличен в употреба на анаболния стероид метилтестостерон, за което е наказан със спиране на състезателни права за срок от три месеца и глоба от 8000 USD.
В турнирите от Големия шлем най-доброто му постижение са четвъртфиналите на Ролан Гарос през 2004 и Откритото първенство на САЩ през 2007 г., които губи съответно от Тим Хенман и Давид Ферер в трисетови мачове. С отбора на Аржентина е финалист за Купа Дейвис през 2006 година, претърпяват поражение от Русия с резултат 2-3. Печели Световната отборна купа в Дюселдорф от 2007 г., като на финала Аржентина побеждава Чехия с 2-1.

## Кариерна статистика

### ATP финали (6 титли; 12 финала)
|        | П–З | Година | Турнир                | Клас         | Настилка | Опонент           | Резултат            |
| ------ | --- | ------ | --------------------- | ------------ | -------- | ----------------- | ------------------- |
| Победа | 1–0 | 2000   | Мексико Оупън         | Межд. Голд   | Клей     | Мариано Пуерта    | 6–4, 7–6(7–4)       |
| Загуба | 1–1 | 2001   | Банколумбия Оупън     | Международни | Клей     | Фернандо Висенте  | 4–6, 6–7(6–8)       |
| Загуба | 1–2 | 2002   | Сидни Интернешънъл    | Международни | Твърда   | Роджър Федерер    | 3–6, 3–6            |
| Победа | 2–2 | 2002   | Нидерландия Оупън     | Международни | Клей     | Алберт Коста      | 6–1, 7–6(7–4)       |
| Загуба | 2–3 | 2002   | Кънектикът Оупън      | Международни | Твърда   | Парадорн Сричапан | 7–5, 2–6, 2–6       |
| Победа | 3–3 | 2004   | Португалия Оупън      | Международни | Твърда   | Марат Сафин       | 6–7(2–7), 6–3, 6–3  |
| Загуба | 3–4 | 2006   | Мексико Оупън         | Межд. Голд   | Клей     | Луис Орна         | 6–7(6–8), 4–6       |
| Загуба | 3–5 | 2006   | Австрия Оупън Кицбюел | Межд. Голд   | Клей     | Агустин Калери    | 6–7(9–11), 2–6, 3–6 |
| Победа | 4–5 | 2007   | Мексико Оупън         | Межд. Голд   | Клей     | Карлос Моя        | 6–3, 7–6(7–2)       |
| Победа | 4–5 | 2010   | Ю Ес Клей Чемпиъншипс | 250 серии    | Клей     | Сам Куери         | 5–7, 6–4, 6–3       |
| Победа | 6–5 | 2010   | Румъния Оупън         | 250 серии    | Клей     | Пабло Андухар     | 7–5, 6–1            |
| Загуба | 6–6 | 2011   | Аржентина Оупън       | 250 серии    | Клей     | Николас Алмагро   | 3–6, 6–3, 4–6       |